# Jomala Kasberg
Jomala Kasberg är en kulle i Åland (Finland). Den ligger i den södra delen av landskapet, 4 km norr om huvudstaden Mariehamn. Toppen på Jomala Kasberg är 23 meter över havet. Kasberget ligger på ön Fasta Åland.
Terrängen runt Jomala Kasberg är platt. Havet är nära Kasberg åt sydväst. Närmaste större samhälle är Jomala, 2,3 km nordost om Jomala Kasberg. 